# Palazzo Barni
Palazzo Barni è un palazzo nobiliare di Lodi, sito nel centro cittadino a breve distanza dalla Piazza Maggiore.

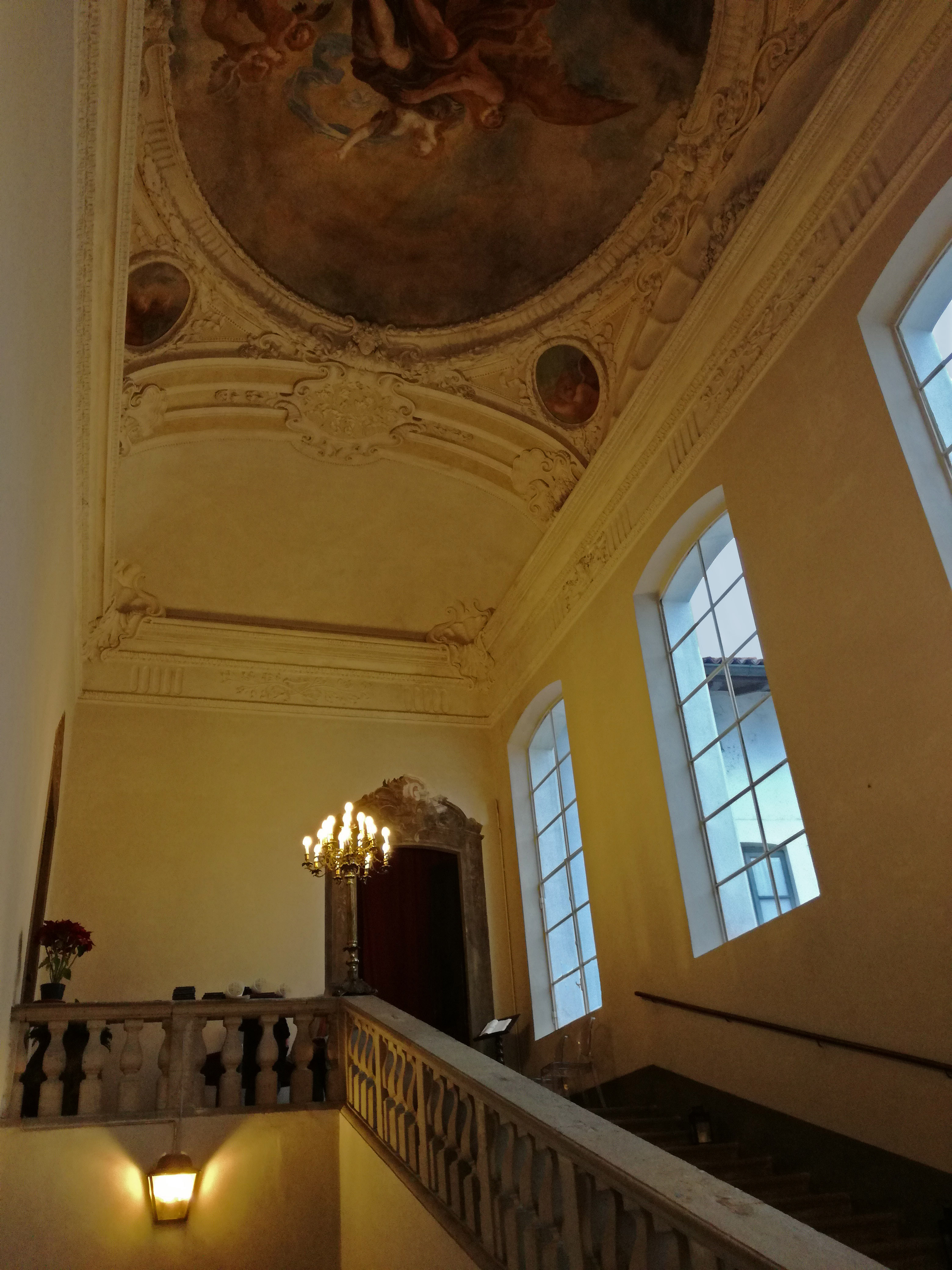
Lo scalone d'onore

## Storia
L'area su cui sorge il palazzo era originariamente occupata da alcuni edifici di pertinenza del vicino palazzo Vistarini, appartenente all'omonima famiglia nobile.
Questi edifici, posti lungo il Corso di Porta Regale (oggi Vittorio Emanuele), vennero acquistati nel 1672 da Giovanni Paolo Barni, appartenente all'omonima casata; nel 1698 suo figlio Antonio incaricò l'architetto Domenico Sartorio di trasformare i vecchi edifici in un sontuoso palazzo barocco, analogamente a quanto fatto nella villa di famiglia a Roncadello. La costruzione venne compiuta nel Settecento.
Nel corso della sua storia l'edificio ospitò numerose personalità illustri di passaggio a Lodi, quali il re di Spagna Filippo V, l'imperatore Carlo VI, e il re di Sardegna Carlo Emanuele III.
Attualmente, dopo un lungo periodo di abbandono, il palazzo è in corso di restauro; al piano terreno sono ospitati alcuni locali commerciali.

## Caratteristiche
Il palazzo occupa una vasta area sul lato orientale del Corso Vittorio Emanuele, a poca distanza da Piazza della Vittoria.
Lungo il corso prospetta l'ampia facciata a tre piani, in cui si aprono tre portali, di cui il maggiore – quello centrale – è sormontato da un balcone ornato da una ringhiera in ferro battuto secondo l'uso lodigiano. In origine la fascia di terreno antistante la facciata era inclusa nella proprietà; essa venne ceduta alla città nel 1821 consentendo di ampliare e regolarizzare la carreggiata stradale.
All'interno si aprono due cortili, separati da un corpo di fabbrica trasversale che contiene la cappella gentilizia; i due cortili, pur simmetrici nella pianta, hanno un carattere molto diverso, nobile quello a nord e rustico quello a sud.
Il piano nobile viene raggiunto attraverso un maestoso scalone, la cui volta è decorata da un affresco di Sebastiano Galeotti, raffigurante Borea che rapisce Orizia; un altro affresco a tema affine, I Boreadi cacciano le Arpie, orna il soffitto del salone principale.